# Mena polimetálica
Las menas polimetálicas o multimetálicas son menas complejas que contienen dos o más metales, y entre las combinaciones más comunes está la de plomo y zinc. Además, pueden contener cobre, oro, plata, cadmio y, en ocasiones, bismuto, estaño, indio y galio. Los principales minerales que forman menas polimetálicas son la galena, la esfalerita y, en menor medida, la pirita, la calcopirita, la arsenopirita y la casiterita. Los minerales se forman comúnmente a partir de sulfuros, pero también incluyen óxidos. Se forman más comúnmente a partir de sulfuros, pero también incluyen óxidos.
Las tres familias principales de menas polimetálicas de sulfuros se identifican como la familia de sulfuros masivos volcanogénicos, la familia sedimentaria exhalativa y la familia tipo del Valle del Misisipi. La clasificación de los depósitos de plomo y zinc, en particular, ha variado y ha dado lugar a diversos esquemas de organización. El término "mineral polimetálico" también incluye nódulos, principalmente nódulos de manganeso, que no se forman como depósitos terrestres, sino como concreciones en el fondo oceánico.
Las rocas que contienen minerales polimetálicos suelen alterarse o formarse mediante procesos hidrotermales: cloritización, sericitización y silicificación. Estos depósitos suelen ser hidróxidos de hierro que contienen cerusita (PbCO₃), anglesita (PbSO₃), smithsonita (ZnCO₃), calamina (Zn₃[Si₂O₃] [OH]₂×H₂O), malaquita (Cu₂[CO₃](OH)₂) y azurita (Cu₃[CO₃]₂(OH)₂). Según la concentración de minerales, se distingue entre minerales sólidos o diseminados. Los cuerpos minerales de minerales polimetálicos se distinguen por una variedad de tamaños (tienen una longitud de varios m a km), morfología (depósitos de estratificación lenticular, stockworks, vetas, nidos, cuerpos tubulares complejos) y condiciones de ocurrencia (suave, empinada, consonante, secante, etc.).
Para calcular la ley de corte en menas polimetálicas corresponde calcular el precio de lo extrído como la suma de los productos de la ley de cada mineral por su precio en el mercado.